# Дзига Вертов
Дзига Вертов (на руски: Дзи́га Ве́ртов) е съветски режисьор.

## Биография
Роден е през 1896 в г. Бялисток, Полша (тогава в пределите на царска Русия). Рожденото му име е Давид Абелевич Кауфман, което той след 1918 г. русифицира на Денис Аркадиевич Кауфман. Има двама братя – Михаил и Борис, който емигрира във Франция и Съединените щати.
Дзига Вертов е привлечен на работа в киното през 1918 г. от Михаил Колцов, ръководител на кинохрониката към Московския кинокомитет – бивш съученик и състудент на Дзига от Психоневрологическия институт.
Умира през 1954 г. в Москва.

## Филмография
- Кинонеделя (1919) – „Киноседмица“, 43 серии
- Годовщина революции (1919) – „Годишнина от революцията“
- История гражданской войны (1922) – „История на гражданската война“
- Советские игрушки (1924) – „Съветски играчки“
- Кино-глаз (1924) – „Кинооко“
- Киноправда (1925) – „Киноистина“
- Шестая часть мира (1926) – „Една шеста от света“
- Одиннадцатый (1928) – „Единадесетият“
- Человек с киноаппаратом (1929) – „Човекът с кинокамерата“
- Энтузиазм (симфония Донбасса) (1930) – „Ентусиазъм (Донбаска симфония)“
- Три песни о Ленине (1934) – „Три песни за Ленин“
- Памяти Серго Орджоникидзе (1937) – „В памет на Серго Орджоникидзе“
- Колыбельная (1937) – „Приспивна песен“
- Три героини (1938) – „Три героини“
- Казахстан – фронту! (1942) – „Казахстан – на фронта!“
- В горах Ала-Тау (1944) – „В планините на Ала-Тау“
- Новости дня (1954) – „Новините от деня“